# Saralanj, Kotayk
Saralanj là một đô thị thuộc tỉnh Kotayk, Armenia. Dân số ước tính năm 2011 là 371 người.